# Nyctibora tetrasticta
Nyctibora tetrasticta es una especie de cucaracha del género Nyctibora, familia Ectobiidae. Fue descrita científicamente por Hebard en 1922.
Habita en México.